# Ivan VII., papa
Ivan VII., papa od 1. ožujka 705. do 18. listopada 707. godine.